# Résidence Campuséa
La Résidence Campuséa est un gratte-ciel de logements étudiants situé dans le quartier d'affaires de La Défense près de Paris, en France (précisément à Puteaux). Inaugurée en septembre 2018, la tour mesure 75 mètres de haut.
Elle compte environ 400 logements.